# Creazione degli astri e delle piante
La Creazione degli astri e delle piante è un affresco di Michelangelo Buonarroti, databile al 1511-1512 circa e facente parte della decorazione della volta della Cappella Sistina, nei Musei Vaticani a Roma, commissionata da Giulio II.

## Storia
Nel dipingere la volta, Michelangelo procedette dalle campate vicino alla porta d'ingresso, quella usata durante i solenni ingressi in cappella del pontefice e del suo seguito, fino alla campata sopra l'altare. A metà del lavoro, nel 1510, il ponteggio venne smontato nella prima metà della cappella e ricostruito, entro l'autunno del 1511, nell'altra metà. La Creazione degli astri e delle piante (Genesi 1,11-19) fa quindi parte del secondo blocco. In queste scene si nota come le figure divennero più grandi e monumentali, con un apparato compositivo più sintetico e la gestualità più essenziale e perentoria.
La scena venne dipinta in sette "giornate" d'affresco, a partire dall'angolo in alto a destra. I disegni dei cartoni vennero riportati tramite la tecnica dell'incisione diretta, mentre i dischi del sole e della luna vennero disegnati direttamente sull'intonaco, col compasso.

## Descrizione e stile

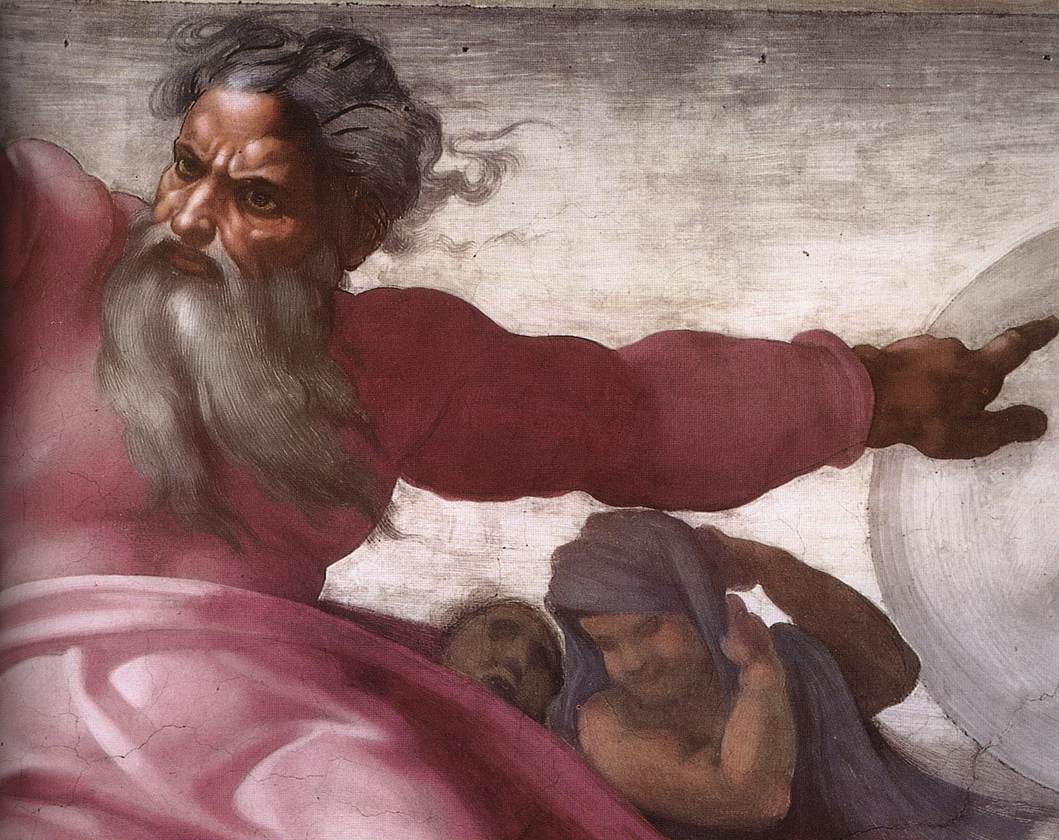
Dettaglio

La scena fa parte del gruppo di tre scene legate alla Creazione del mondo, con la Separazione della luce dalle tenebre e la Separazione della terra dalle acque. L'ordine sequenziale del testo biblico vedrebbe la Separazione della terra dalle acque come seconda storia, ambientata nella seconda giornata, ma venne riservato alla Creazione degli astri e delle piante (terzo e quarto giorno della creazione) un riquadro maggiore, rompendo quindi la successione "storica".
Su uno sfondo di un luminoso cielo Michelangelo raffigurò due scene consecutive della Creazione, con un'essenzialità di grande impatto. Dio è rappresentato due volte mentre, con la tipica "terribilità" michelangiolesca, crea gli astri, spalancando le braccia con un gesto perentorio (a destra) e mentre dà vita alle piante sulla Terra stendendo la mano destra (a sinistra). L'Eterno è colto da un vento impetuoso che gonfia i panneggi e gli scompiglia capelli e barba, simbolo della potenza generatrice divina. Le due immagini sono strettamente complementari e fortemente dinamiche e potenti, alternate in "controcampo", una volta frontale e una da terga, a simboleggiare l'infinita mobilità del Padreterno. Le due metà non sono esattamente simmetriche, con una preponderanza per la scena a sinistra, in cui Dio fluttua avvolto da un mantello gonfiato da un vento vigoroso in cui si trova una piccola ma significativa corte angelica (da alcuni identificata come allusione ai quattro elementi). Se da questo lato sembra muoversi impetuosamente verso lo spettatore, a sinistra se ne allontana scorciando. La cromia è tutta giocata sulle tonalità del violetto della veste del Creatore, comune a tutte le tre storie della Creazione del Mondo, e sui colori freddi del grigio e dell'azzurro chiarissimo, con l'unica eccezione dell'intenso sole al centro, rappresentato come un disco dorato, mentre la luna ha la forma di una sfera perlacea. Il viola è il colore dei paramenti sacerdotali durante la Quaresima e l'Avvento, due tra le solennità più importanti celebrate dalla corte papale nella cappella.
I contrasti di luce e ombra sono forti e accentuati, con una tensione dinamica che scaturisce dall'effetto di doppia "istantanea" dell'immagine. Tra i vantaggi di una rappresentazione doppia nella medesima scena, oltre a ragioni filosofiche e compositive, c'è anche quello di far intuire una veduta multipla tipica della scultura.

## Restauro

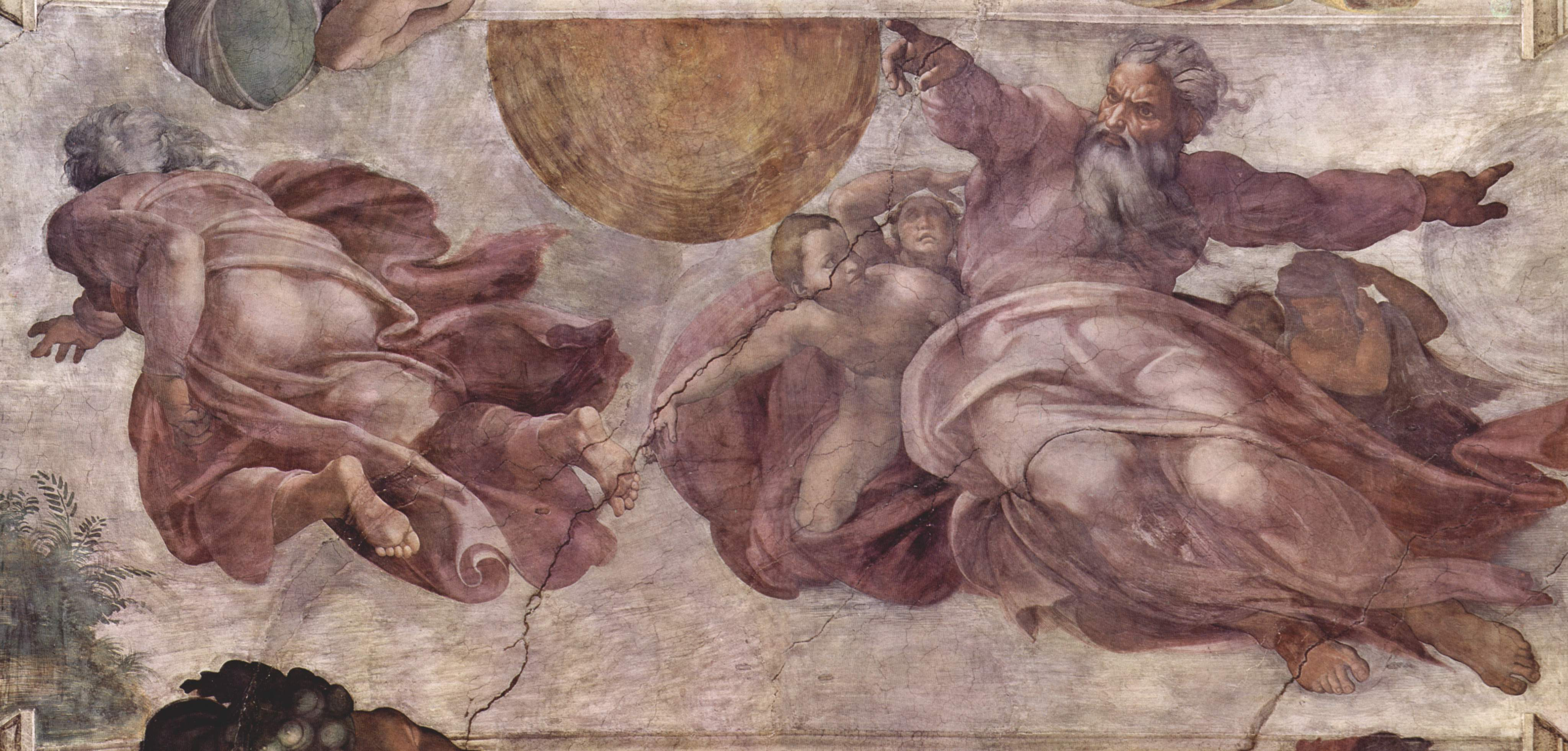
La scena prima del restauro.

Prima del restauro l'affresco era attraversato da profonde crepe e annerito da secoli di restauri impropri ed esposizione allo sporco e al nerofumo delle candele. La pulitura ha riportato alla luce i colori smaglianti, intonati a delicate variazioni cromatiche, soprattutto nel panneggio del mantello del Creatore. Si è riscoperto come anche le ombre siano luminose grazie alla luce intensa che investe i protagonisti.

## Altre immagini

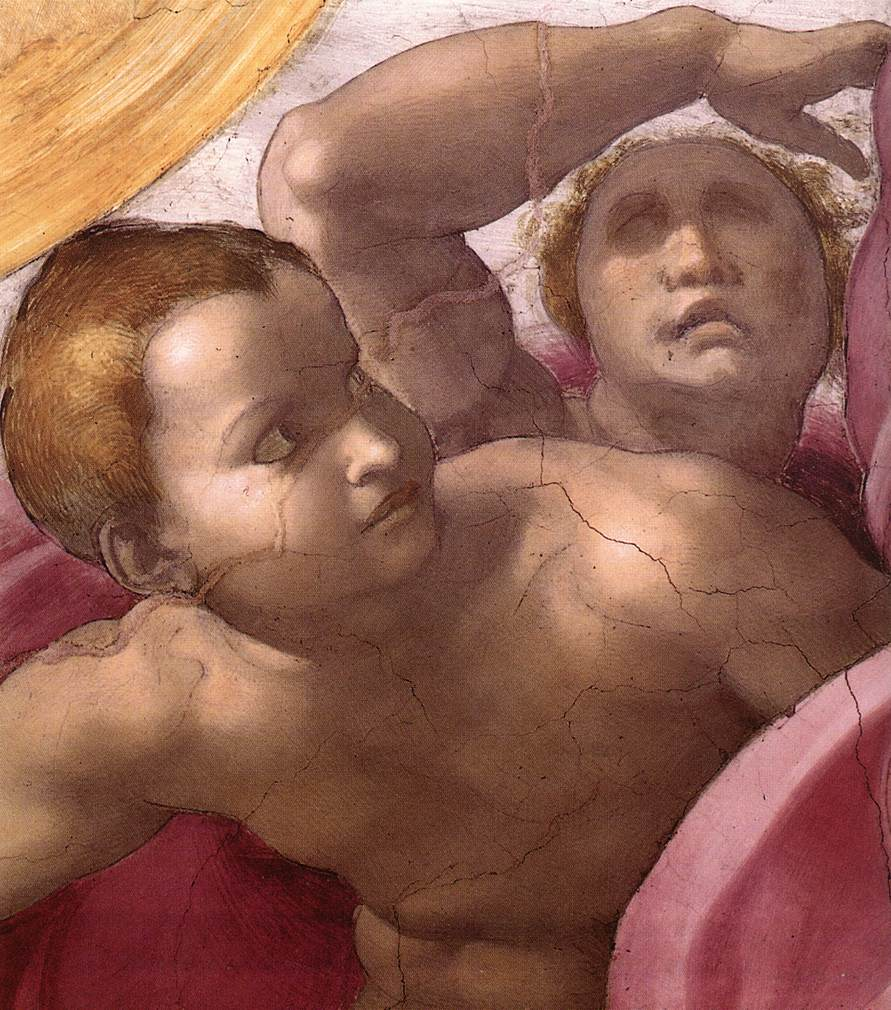
Dettaglio
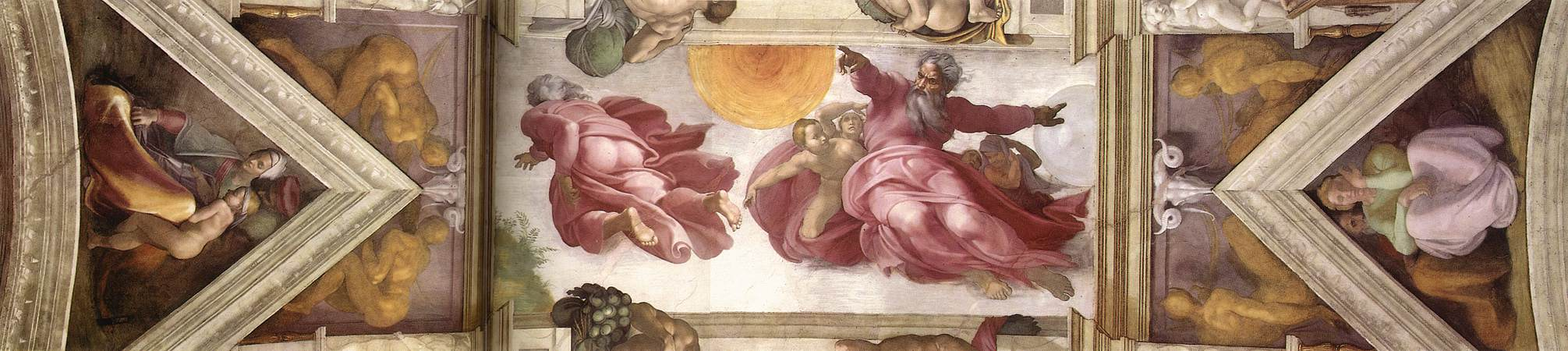
L'ottava campata
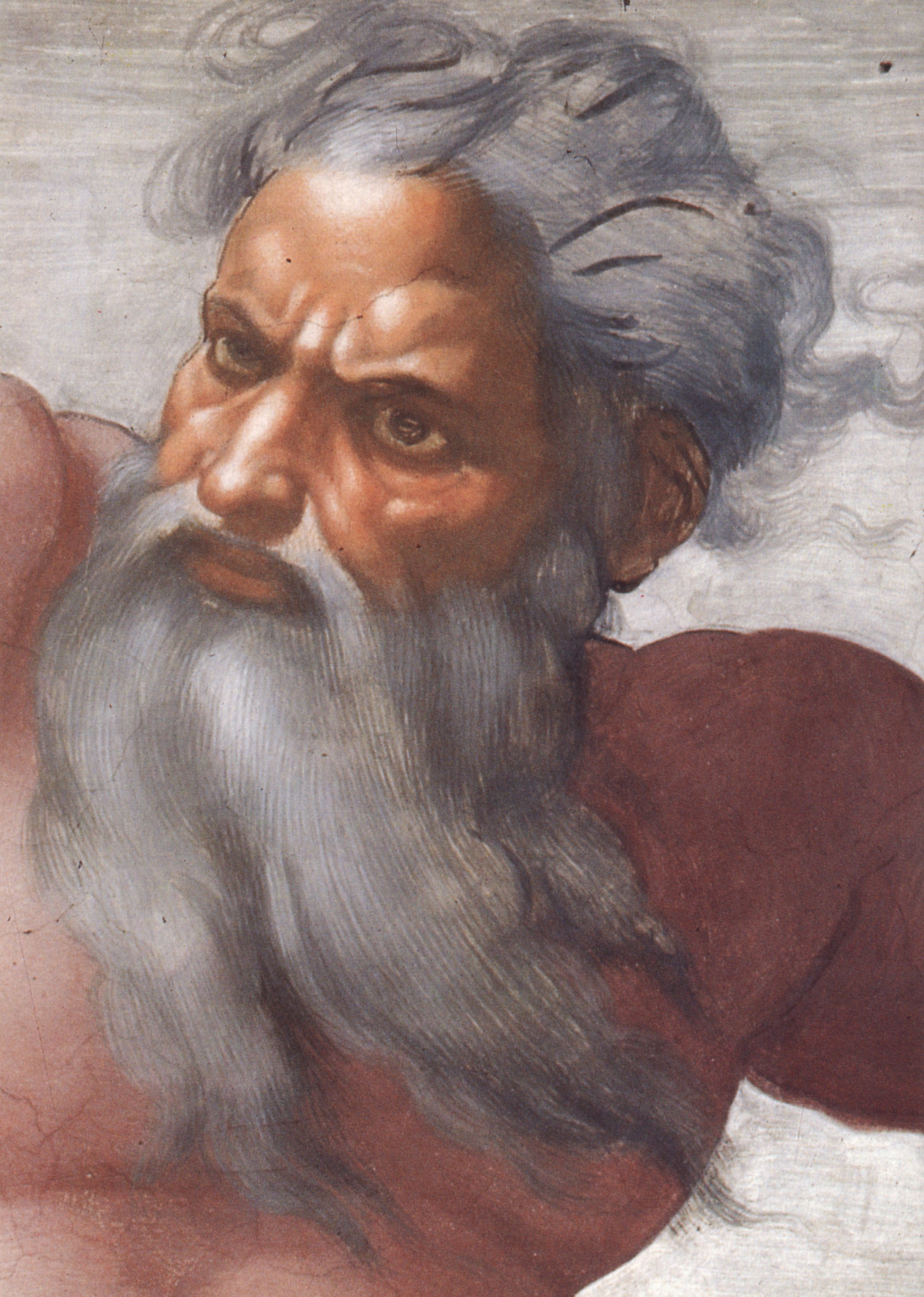
Dettaglio
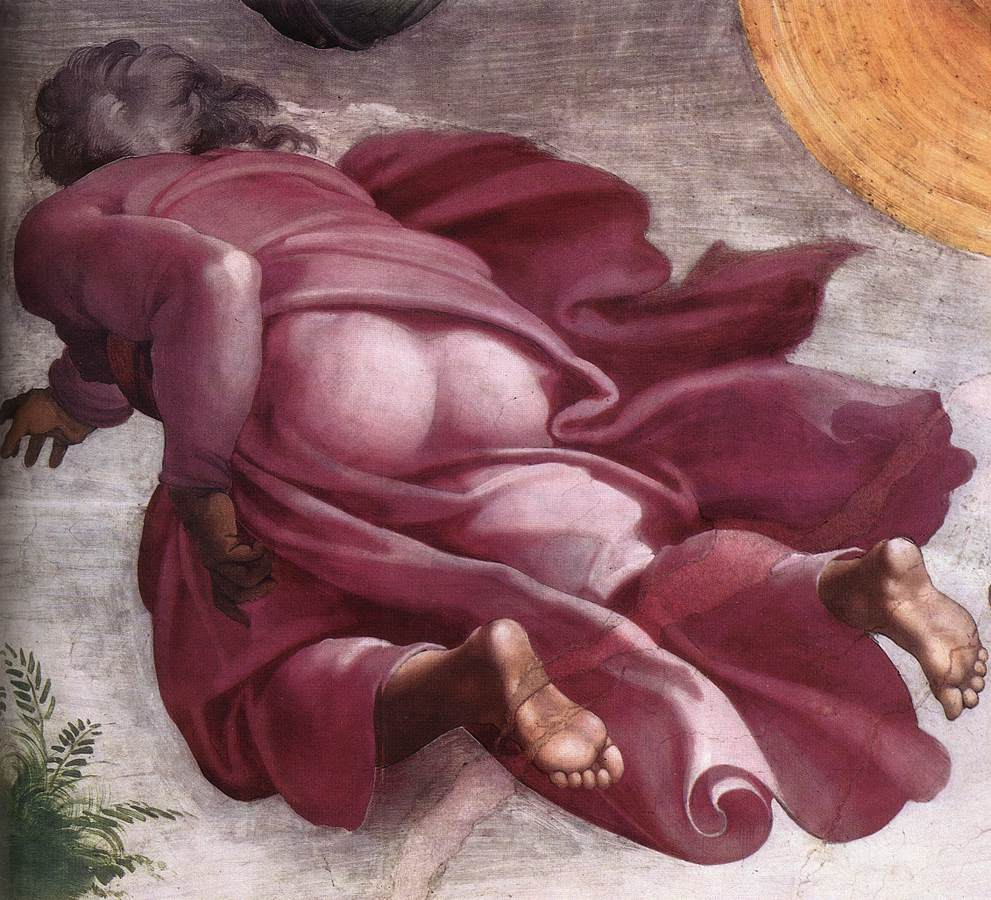
Dettaglio